# Layton Williams
Pour les articles homonymes, voir Williams.
 (décembre 2023).
La mise en forme du texte ne suit pas les recommandations de Wikipédia : il faut le « wikifier ».
Les points d'amélioration suivants sont les cas les plus fréquents. Le détail des points à revoir est peut-être précisé sur la page de discussion.
- Les titres sont pré-formatés par le logiciel. Ils ne sont ni en capitales, ni en gras.
- Le texte ne doit pas être écrit en capitales (les noms de famille non plus), ni en gras, ni en italique, ni en « petit »…
- Le gras n'est utilisé que pour surligner le titre de l'article dans l'introduction, une seule fois.
- L'italique est rarement utilisé : mots en langue étrangère, titres d'œuvres, noms de bateaux, etc.
- Les citations ne sont pas en italique mais en corps de texte normal. Elles sont entourées par des guillemets français : « et ».
- Les listes à puces sont à éviter, des paragraphes rédigés étant largement préférés. Les tableaux sont à réserver à la présentation de données structurées (résultats, etc.).
- Les appels de note de bas de page (petits chiffres en exposant, introduits par l'outil «  Source ») sont à placer entre la fin de phrase et le point final[comme ça].
- Les liens internes (vers d'autres articles de Wikipédia) sont à choisir avec parcimonie. Créez des liens vers des articles approfondissant le sujet. Les termes génériques sans rapport avec le sujet sont à éviter, ainsi que les répétitions de liens vers un même terme.
- Les liens externes sont à placer uniquement dans une section « Liens externes », à la fin de l'article. Ces liens sont à choisir avec parcimonie suivant les règles définies. Si un lien sert de source à l'article, son insertion dans le texte est à faire par les notes de bas de page.
- La présentation des références doit suivre les conventions bibliographiques. Il est recommandé d'utiliser les modèles {{Ouvrage}}, {{Chapitre}}, {{Article}}, {{Lien web}} et/ou {{Bibliographie}}. Le mode d'édition visuel peut mettre en forme automatiquement les références.
- Insérer une infobox (cadre d'informations à droite) n'est pas obligatoire pour parachever la mise en page.

Pour une aide détaillée, merci de consulter Aide:Wikification.
Si vous pensez que ces points ont été résolus, vous pouvez retirer ce bandeau et améliorer la mise en forme d'un autre article.
Layton Williams (né le 13 septembre 1994) est un acteur, chanteur et danseur anglais, connu pour avoir joué le rôle de Stephen Carmichael dans la série télévisée Bad Education et pour son travail au théâtre du West End. Sa première apparition connue  était à l'âge de douze ans, dans Billy Elliot the Musical (Billy Elliot) dans le West End de Londres (aire urbaine de Londres).
Au cours de son enfance, il joue le jeune Michael Jackson dans Thriller – Live musical, Kylie dans la série BBC Beautiful People et figure dans la série documentaire CBBC School for Stars, documentant la vie à l'école de théâtre Italia Conti . À partir de fin 2016, il joue Angel lors de la tournée du 20e anniversaire de Rent à travers le Royaume-Uni. La production, en particulier sa performance, a reçu des critiques élogieuses. À partir de janvier 2019, il joue le personnage principal de Jamie New dans Everybody's Talking About Jamie jusqu'en mai 2022 et joue le personnage dans le West End, puis lors de la tournée britannique.

## Enfance, formation et éducation
Layton Williams est né à Bury, dans le Grand Manchester, d'une mère britannique et d'un père d'origine jamaïcaine.
Après plusieurs mois de formation à la Billy Elliot Academy de Leeds, il fait ses débuts dans Billy Elliot the Musical (comédie musicale Billy Elliot) le 26 février 2007 dans le West End de Londres. Sa formation est documentée sur The Paul O'Grady Show dans lequel il apparait le 25 mai 2007, puis dans plusieurs émissions télévisées matinales, des interviews télévisées et de courts clips liés à la comédie musicale. Il est la deuxième personne de couleur, l'autre étant Matthew Koon, et le premier artiste d'origine mixte à jouer dans la série. Il a donné sa dernière performance dans la comédie musicale le 29 novembre 2008 tout en étant toujours le deuxième plus ancien interprète en tant que « Billy » dans l'histoire de la série. Le 31 janvier 2009, deux mois après sa dernière représentation, Layton Williams est apparu dans l'émission Feelgood Factor sur ITV, où lui et deux autres acteurs de « Billy », Tanner Pflueger et Tom Holland, ont interprété une version spécialement chorégraphiée d'Angry Dance de Billy Elliot the Musical.
Il étudie la danse de rue et le théâtre à l'atelier de théâtre de Carol Godby à Bury, ainsi que le ballet au Centre Pointe de Manchester. Il reçoit une bourse à la Sylvia Young Theatre School de Marylebone de Londres et y reste jusqu'en 2008. Il fréquente le Broad Oak High School à Bury, sa ville natale, mais une fois que son talent naturel pour les arts du spectacle se développe, il commence à fréquenter l' Académie des arts du théâtre Italia Conti . Pendant son séjour à l'Académie des arts du théâtre Italia Conti, il apparait dans un documentaire pour enfants intitullé "School for Stars", diffusé sur la chaîne de télévision pour enfants CBBC.

## Carrière
Layton Williams a joué le rôle du jeune Michael Jackson dans la comédie musicale Thriller – Live du West End, où il a fait quelques performances avant de devenir trop grand pour le rôle. Williams est devenu bien connu du public  sous le nom de Kylie - jouant, dansant et chantant dans la comédie de la chaine de télévision anglaise BBC Two Beautiful People entre 2008 et 2009, saisons 1 et 2,,. De 2012 à 2014, il joue Stephen Carmichael dans la comédie de la BBC Bad Education et apparait dans le film dérivé de 2015. Il revient à la série pour la spéciale retrouvailles 2022 et devient le co-responsable de la quatrième série de la série aux côtés de Charlie Wernham.
Williams part en tournée avec le spectacle The Car Man de Matthew Bourne. Il interpréte ensuite en 2015-2016 le rôle de Duane dans la tournée "Hairspray the Musical" (une comédie musicale).
Il décroche le rôle principal dans la comédie musicale à succès "Everybody's Talking About Jamie" au Apollo Theatre du West End de Londres, où il jouera le rôle de Jamie pendant 11 mois. En août 2019, il annonce qu'il rejoindra la tournée de la comédie musicale, qui a été reportée en raison de la pandémie de coronavirus. La production est maintenant transférée à Los Angeles, en Californie, où il dirige le casting de Everybody's Talking About Jamie[réf. nécessaire].
Il supporte des associations caritatives telles que Stonewall et Ditch the Label. Il dirige Pros From The Shows, qui organise des ateliers de danse, de chant et de théâtre à travers le Royaume-Uni.
En août 2023, Williams est annoncé comme candidat à la vingt et unième série de Strictly Come Dancing (émission télévisée de danse britannique équivalente à l'émission française Danse avec les stars). Il est en partenariat avec le danseur professionnel Nikita Kuzmin . Ils obtiennent non seulement leur premier score parfait de 40, mais aussi le premier de toute la série de la semaine des comédies musicales, ainsi qu'en demi-finale.

## Cinématographie - apparitions

### Cinéma et télévision
| Année                         | Titre                            | Rôle                                     | Remarques                       |
| ----------------------------- | -------------------------------- | ---------------------------------------- | ------------------------------- |
| 2008-2009                     | De belles personnes              | Kylie Parkinson                          |                                 |
| 2010                          | École pour les étoiles           | Lui-même                                 |                                 |
| 2011                          | Code postal                      | Russel                                   |                                 |
| 2012-2014 <br /> 2022-présent | Mauvaise éducation               | Stephen Carmichael                       | Casting principal (26 épisodes) |
| 2015                          | Le film de la mauvaise éducation | Stephen Carmichael                       | Film                            |
| 2018                          | Benidorm                         | Assistante d'enregistrement à l'aéroport |                                 |
| 2020                          | La magie des comédies musicales  | Lui-même                                 |                                 |
| 2021                          | Le nettoyeur                     | Bernard / "Osée"                         | Épisode : "L'influenceur"       |
| 2021                          | Tout le monde parle de Jamie     | Danseur                                  |                                 |
| 2022                          | Reines pour la nuit              | Juge                                     |                                 |
| 2022                          | Je déteste Suzie                 | Adam Jackson                             | 3 épisodes                      |
| 2023                          | J'ai embrassé un garçon          | Lui-même                                 | Narrateur                       |
| 2023                          | Strictly Come Dancing            | Lui-même                                 | Concurrent ; série 21           |

### Théâtre
| Année     | Titre                        | Rôle                               | Théâtre                          | Emplacement                      |                                  |
| --------- | ---------------------------- | ---------------------------------- | -------------------------------- | -------------------------------- | -------------------------------- |
| 2007-08   | Billy Elliot                 | Billy Elliot                       | Théâtre du Palais Victoria       | West End                         |                                  |
| 2015      | L'homme de la voiture        | Danseur                            | Royal Albert Hall                | Londres                          |                                  |
| 2016      | Laque pour les cheveux       | Duane / Doublure Seaweed J. Stubbs | Tournée nationale au Royaume-Uni | Tournée nationale au Royaume-Uni | Tournée nationale au Royaume-Uni |
| 2016-2017 | Louer                        | Ange                               | Tournée nationale au Royaume-Uni | Tournée nationale au Royaume-Uni | Tournée nationale au Royaume-Uni |
| 2017-2018 | Hairspray                    | Algues J. Stubbs                   | Tournée nationale au Royaume-Uni | Tournée nationale au Royaume-Uni | Tournée nationale au Royaume-Uni |
| 2018-2019 | Embrasse-moi Kate            | Bill Calhoun/Lucentio              | Creuset de Sheffield             | Sheffield                        |                                  |
| 2019-2020 | Tout le monde parle de Jamie | Jamie Nouveau                      | Théâtre Apollon                  | West End                         |                                  |
| 2021-2022 | Tout le monde parle de Jamie | Jamie Nouveau                      | Tournée nationale au Royaume-Uni | Tournée nationale au Royaume-Uni |                                  |
| 2022      | Tout le monde parle de Jamie | Jamie Nouveau                      | Théâtre Ahmanson                 | Los Angeles                      |                                  |

### Ateliers
| Année | Titre             | Théâtre         | Emplacement |
| ----- | ----------------- | --------------- | ----------- |
| 2021  | Halls The Musical | Turbine Theatre | Londres     |

## Prix
| Année | Prix                                                            | Catégorie                                          | Travail                      | Résultat | Réf.   |
| ----- | --------------------------------------------------------------- | -------------------------------------------------- | ---------------------------- | -------- | ------ |
| 2019  | Prix du théâtre britannique noir (Black British Theatre Awards) | Meilleur acteur masculin dans une comédie musicale | Tout le monde parle de Jamie | Lauréat  | [ 9 ]  |
| 2020  | Prix du théâtre britannique noir                                | LGBTQ+                                             | Tout le monde parle de Jamie | Lauréat  | [ 10 ] |

## Voir également
- Liste des acteurs britanniques